# Ikkō-ikki
Els Ikkō-ikki (一向 一 揆, Ikko-Ikki) eren bandes de camperols grangers, monjos, sacerdots xintoistes i nobles locals que es van revoltar en contra del govern samurai entre els segles xv i xvi al Japó. Tots ells seguien les creences del Jodo Shinshu, una secta del budisme que ensenyava als seus seguidors que tots eren «salvats» per la gràcia d'Amida Buddha. L'únic líder visible va ser Rennyo, el líder de la secta del Jodo Shinshu a Hongan-ji.

## Història
Els Ikko-Ikki en un començament no tenien una organització definida i no serà fins al nomenament de Rennyo com a sacerdot del Hongan-ji el 1457 quan es pugui considerar el naixement del moviment formalment. El 1471 Rennyo va ser obligat a fugir de Kyoto i va establir un temple a Yoshiaki, a la província d'Echizen, on va començar l'acció organitzada del grup. A la província de Kaga van aconseguir enderrocar el govern i van declarar la província sota el seu control, el que constituiria la primera vegada en la història del país que un grup de plebeus governaven una província.
Els aixecaments continuar encara després de la mort de Rennyo el 1499 i el moviment es va disseminar. Es van establir a la fortalesa Ishiyama Hongan-ji, als afores d'Osaka, en Nagashima, en les fronteres de les províncies d'Owari i Ise, així com en una sèrie de temples de la província de Mikawa.
A finals del segle xvi el seu moviment va començar a atreure l'atenció de la classe militar i el 1564 Tokugawa Ieyasu van guanyar els Ikko-Ikki de la província de Mikagawa durant la batalla d'Azukizaka (1564).
Els seus castells Ishiyama Hongan-ji i el de Nagashima van ser assetjats i destruïts per Oda Nobunaga.